# Amphithéâtre romain d'Alba Fucens
L'Amphithéâtre romain d'Alba Fucens est un amphithéâtre romain datant du début du Ier siècle, construit à la fin de la république romaine dans l'ancienne ville d'Alba Fucens, site archéologique de la commune contemporaine de Massa d'Albe dans la province de L'Aquila (Abruzzes),.
Déclaré monument national avec les autres ouvrages romains de la ville antique en 1902, il se trouve à quelques kilomètres de la ville d'Avezzano.

## Histoire
L'amphithéâtre d'Alba Fucens, situé sur la colline de San Pietro, a été construit 38 apr. J.-C. à la suite de la mort de Naevius Sutorius Macro, préfet du prétoire et préfet des vigiles, fonctions qu'il occupa sous le gouvernement de l'empereur romain Tibère. À la mort de ce dernier, Caligula le contraint bientôt à y mettre fin, malgré sa profonde amitié initiale. Il se serait suicidé pour éviter la réquisition de ses biens. Grâce à un testament, il a pu faire don d'une partie de ses biens pour faire construire un amphithéâtre dans sa ville natale. La structure a été en partie creusée dans la roche de la colline San Pietro, l'une des trois collines qui entourent la zone de la ville antique, et en partie équipée de maçonnerie récupérée de la domus préexistante.
La ville antique fut progressivement abandonnée, notamment après un grave tremblement de terre dans la première moitié du VIe siècle et coïncidant avec la domination lombarde de la Marsica et du Fucin, qui favorisa le développement du village médiéval d'Albe sur la colline dominante de San Nicola à plus de 1 000 m d'altitude.
La redécouverte du site et les premières fouilles ont eu lieu en 1949 par un groupe d'archéologues belges de l'Université catholique de Louvain dirigé par Fernand De Visscher et du Centre belge de recherches archéologiques de Joseph Mertens en mission dans le centre et le sud de l'Italie. Par la suite, les fouilles qui ont également mis au jour l'amphithéâtre ont été promues à plusieurs reprises par la Surintendance du patrimoine archéologique des Abruzzes qui avait pour tâche de recomposer, de la manière la plus fidèle possible, les différents environnements de la zone d'Alba.

## Description
L'amphithéâtre est situé à environ 990 m  d'altitude sur la colline de San Pietro. De forme elliptique, avec un grand axe de  96 m et un petit axe de  79 m, l'espace de l'arène équivaut approximativement à la moitié de celui de l'amphithéâtre Flavien, alors qu'il aurait pu accueillir un nombre d'environ 10 700 spectateurs. Les marches lors des spectacles de gladiateurs ou d'animaux étaient protégées par des parapets. Sous les marches de droite, par rapport à l'entrée principale, se trouve le tunnel utilisé par les domestiques.
Aux extrémités se trouvent les deux entrées. La monumentale du côté de la ville présente une inscription latine au-dessus de l'arc qui rappelle l'héritage testamentaire de Macro avec lequel il a été possible de construire l'œuvre. Juste avant l'arène, à côté de l'entrée principale, se trouvent les restes de quelques maisons préexistantes de l'époque républicaine.

## Galerie

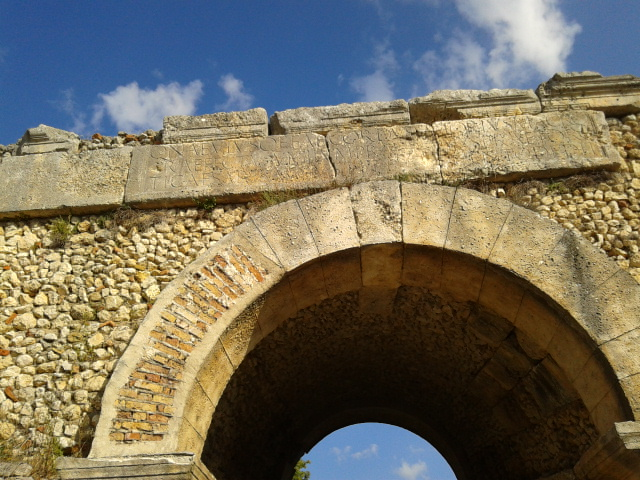
L'inscription latine attestant de l'héritage testamentaire de Macro.
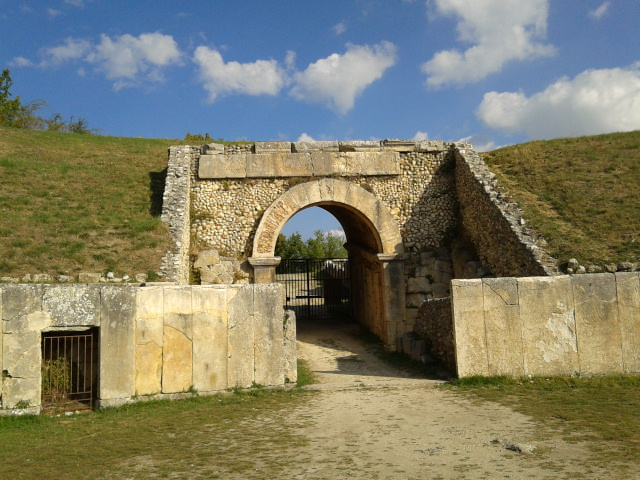
L'arche d'entrée principale.
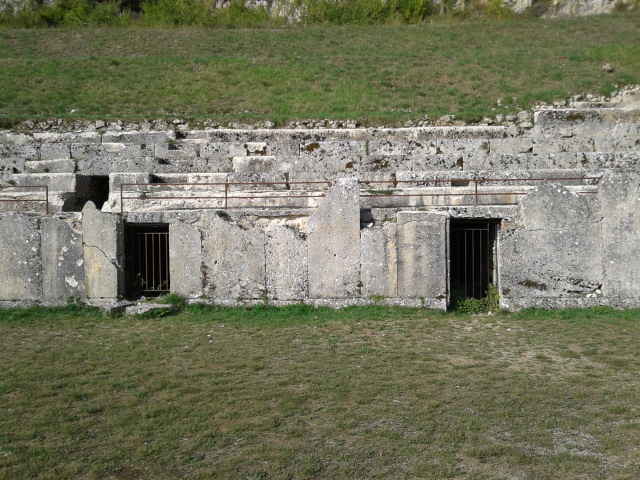
Les entrées des tunnels vues depuis l'arène.
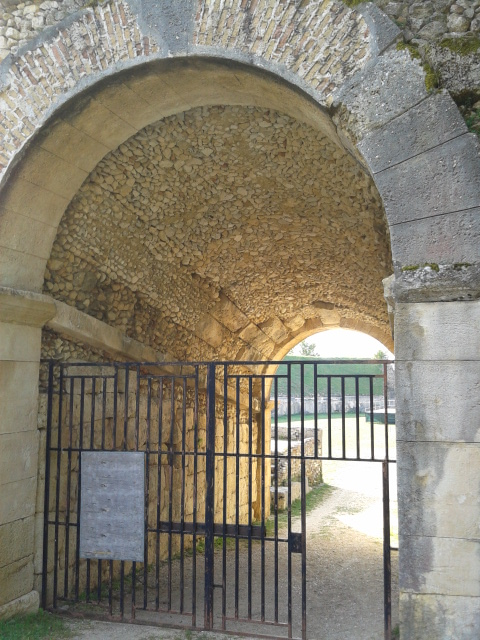
L'entrée nord de l'amphithéâtre.
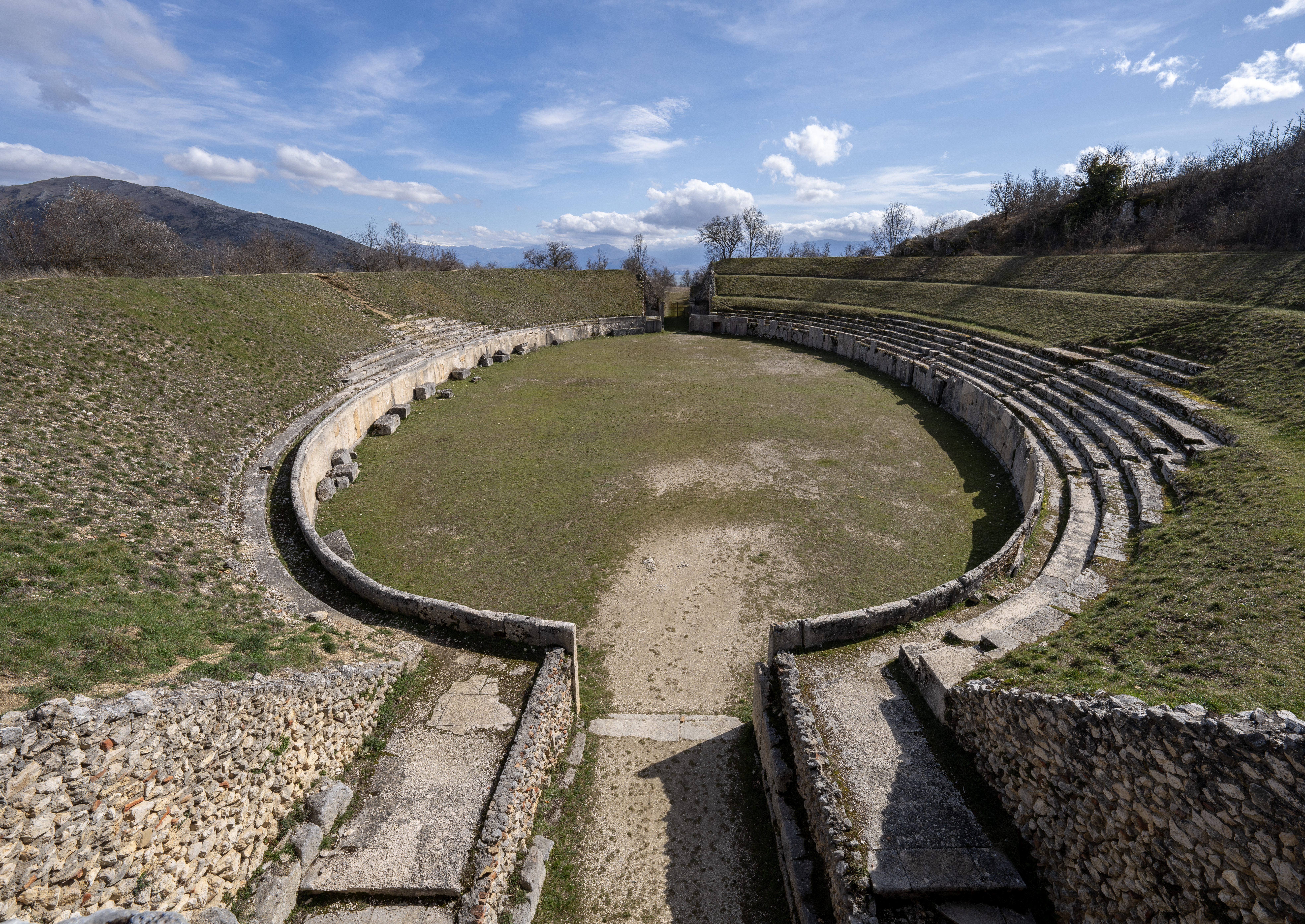
Vue générale